# Franz Oppenheimer
Franz Oppenheimer (Berlín, 30 de marzo de 1864 - Los Ángeles, 30 de septiembre de 1943) fue un sociólogo y economista político alemán, que publicó también en el ámbito de la sociología fundamental del Estado.

## Biografía
Tras estudiar Medicina en Friburgo de Brisgovia y Berlín, Oppenheimer practicó la medicina en Berlín desde 1886 hasta 1895. Desde 1890 en adelante, se empezó a preocupar por cuestiones sociopolíticas y por la economía de corte social. Dejada su actividad de médico, fue el editor jefe del magazín Welt am Morgen, donde entró en contacto con Friedrich Naumann, quien en esa época trabajaba para varios diarios.
En 1909, Oppenheimer obtuvo un doctorado en Kiel con una tesis sobre el economista David Ricardo. Desde 1909 y hasta 1917 Oppenheimer fue Privatdozent en Berlín, y luego por dos años Titularprofessor. En 1919 aceptó la cátedra de Sociología y Economía política teórica en la Universidad Johann Wolfgang von Goethe en Fráncfort del Meno. Era la primera cátedra dedicada a la sociología en Alemania y el único que la tuvo antes de 1929.
Entre 1934 y 1935, Oppenheimer enseñó en Palestina. En 1936 le designaron miembro honorario de la American Sociological Association. A partir de 1938, enseñó en la Universidad de Kōbe en Japón. Tras emigrar a los Estados Unidos (1934), se convirtió en un miembro fundador del American Journal of Economics and Sociology.

## Ideas
Ludwig Erhard estudió economía con Franz Oppenheimer y fue influido fuertemente por las ideas de la política económica "socialista liberal" de Oppenheimer que trataban de situarse en el punto medio entre el socialismo y el liberalismo. Albert Jay Nock, aunque fue un anarquista crítico del socialismo, estuvo profundamente influido por el análisis de Oppenheimer de la naturaleza fundamental del Estado.

### Los orígenes del Estado
Al contrario que John Locke y otros, Oppenheimer rechazó la idea del «contrato social» y contribuyó a la «teoría de la conquista» del Estado:

El Estado, totalmente en su génesis, esencialmente y casi totalmente durante las primeras etapas de su existencia, es una institución social, forzada por un grupo victorioso de hombres sobre un grupo derrotado, con el único propósito de regular el dominio del grupo de los vencedores sobre el de los vencidos, y de resguardarse contra la rebelión interior y el ataque desde el exterior. Teleológicamente, esta dominación no tenía otro propósito que la explotación económica de los vencidos por parte de los vencedores.

Ningún Estado primitivo conocido en la historia se originó de otra manera. [1] Donde quiera que haya una tradición confiable divulgada de otra manera, cualquiera que se refiera a la amalgamación de dos estados primitivos completamente desarrollados en un cuerpo de una organización más completa; o bien es una adaptación a los hombres de la fábula de las ovejas que convirtieron a un oso en su rey para que las protegiera contra el lobo. Pero incluso en este último caso, la forma y el contenido del Estado se convirtió precisamente en lo mismo que en esos estados donde nada intervino, los cuales se convirtieron inmediatamente en "estados de lobos". (p 15)

### Los medios económicos y políticos
Oppenheimer también contribuyó a una distinción vital sobre cómo los seres humanos satisfacen sus necesidades:

Hay dos medios fundamentales opuestos que impulsan al hombre al buscar el sustento y a obtener los medios necesarios para satisfacer sus deseos. Estos son el trabajo y el robo, o sea, su propio trabajo y la apropiación por la fuerza del trabajo de otros.

¡Robo! ¡Apropiación por la fuerza! Estas palabras nos transportan a ideas del crimen y de la penitenciaría, y aunque somos contemporáneos de una civilización desarrollada, basada específicamente en la inviolabilidad de la propiedad, esta espiga no nos pierde de que el robo de la tierra y del mar es la relación primitiva de la vida, y que como el comercio del guerrero, que también es durante mucho tiempo simplemente un robo total organizado, constituye la más respetada de las ocupaciones.
A causa de una necesidad de tener, en un futuro desarrollo de este estudio, términos agudamente opuestos, claros y concisos para estos importantes contrastes, propongo la siguiente discusión: llamar al trabajo de uno mismo y al intercambio equivalente de su propio trabajo por el trabajo de otros, los "medios económicos" para la satisfacción de necesidades;  mientras que la apropiación no recompensada del trabajo de otros será llamada "medios políticos".
Albert Jay Nock introdujo estos conceptos para los lectores estadounidenses en su libro Our Enemy the State. Sus ideas de mercado y política, especialmente sobre los medios económicos versus los medios políticos, influenciaron las tesis de Murray Rothbard, a través de Nock y Frank Chodorov.

## Escritos
Franz Oppenheimer creó un extenso repertorio consistente en aproximadamente cuarenta libros y cuatrocientos ensayos que contienen escritos sobre sociología, economía y las cuestiones políticas de su tiempo. Uno de los más renombrados ha sido Der Staat (El Estado).

### Obras
- A First Program for Zionist Colonization (1903)
- The State. (1914/1922)
- The Idolatry of the State (1927)
- History and Sociology (1927)
- Tendencies in recent german sociology (Sociological Review, Vol. 24, 1932)
- A Post-Mortem on Cambridge Economics (1943)

### Otros
- Directorio de enlaces con relación a Oppenheimer
- History of the Institute of Social Research

- Datos: Q57940
- Multimedia: Franz Oppenheimer / Q57940